# Desparasitante

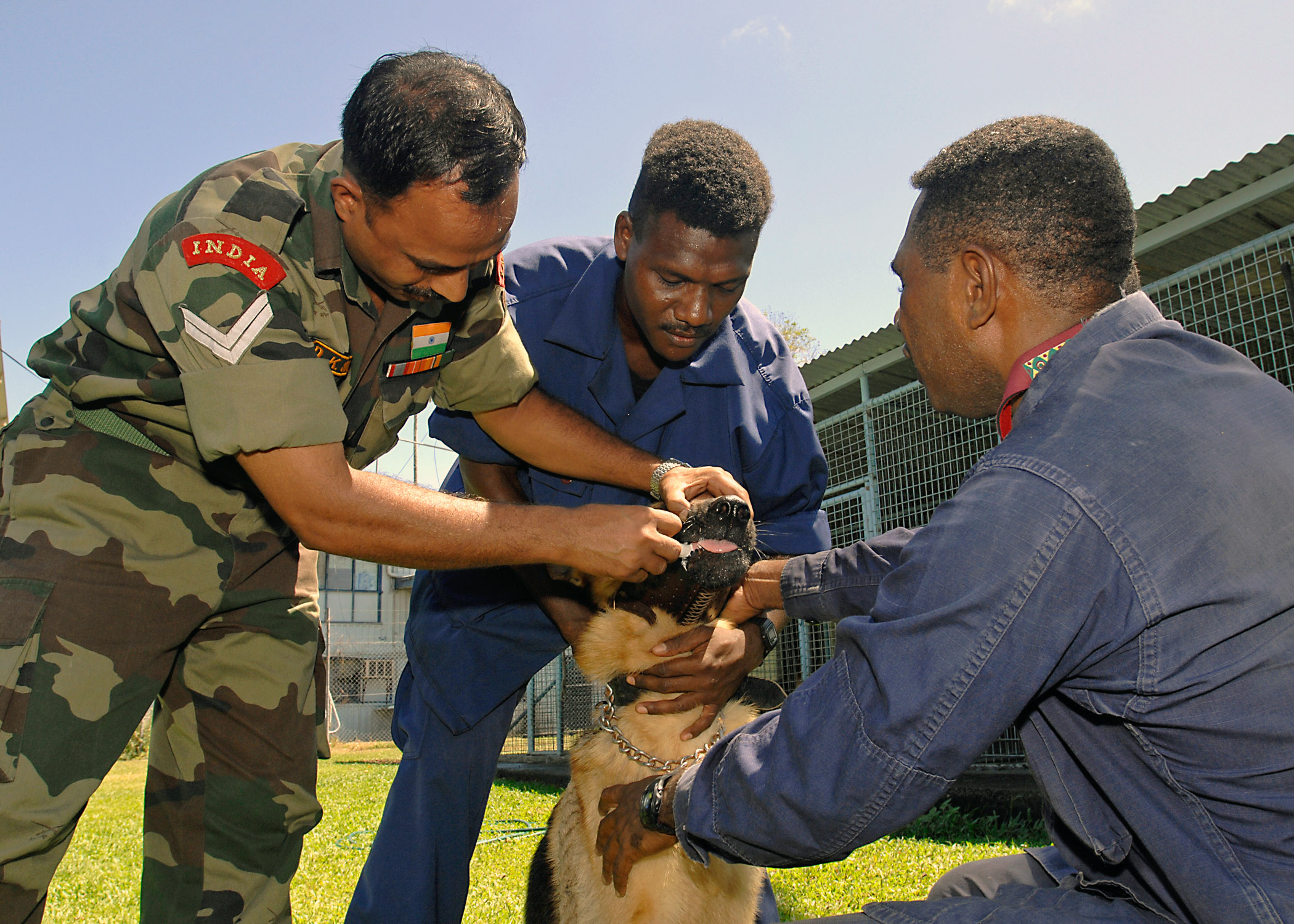
Administración de tableta desparasitante a un pastor alemán, miembro del equipo de seguridad de la India.

Un desparasitante es un medicamento que se indica como antiparasitario a un animal para deshacerse de los parásitos intestinales, como ascaris y tenias.

## Uso en veterinaria animal
Estos medicamentos antiparasitarios son productos de leche se han formulado en forma líquida para su uso en ganadería que suele rociarse en la parte posterior de la boca del animal. Otras fórmulas vienen en presentación inyectable, o como un vertido en el que se puede aplicar en la parte superior de los animales. En los caballos, medicamentos desparasitantes son comúnmente formulados en forma de pasta oral o gel, aunque los veterinarios a menudo la aplican en forma líquida. El desparasitante diario o administrado en forma continua también es de uso frecuente en los caballos. En los perros y gatos, los desparasitantes vienen en muchas formas, algunas en forma granular que se añaden a los alimentos, otras en forma de píldora, tabletas masticables y suspensiones líquidas.  El desparasitante para ovejas suele hacerse con una pistola empapando o rociando el producto en la garganta del animal.
La lista de desparasitantes comerciales que usan los ganaderos es muy variada, pero los más usados según su preferencia son los que contienen fenbendazol, ivermectina, albendazol y levamisol como principios activos.

## Indicación en humanos

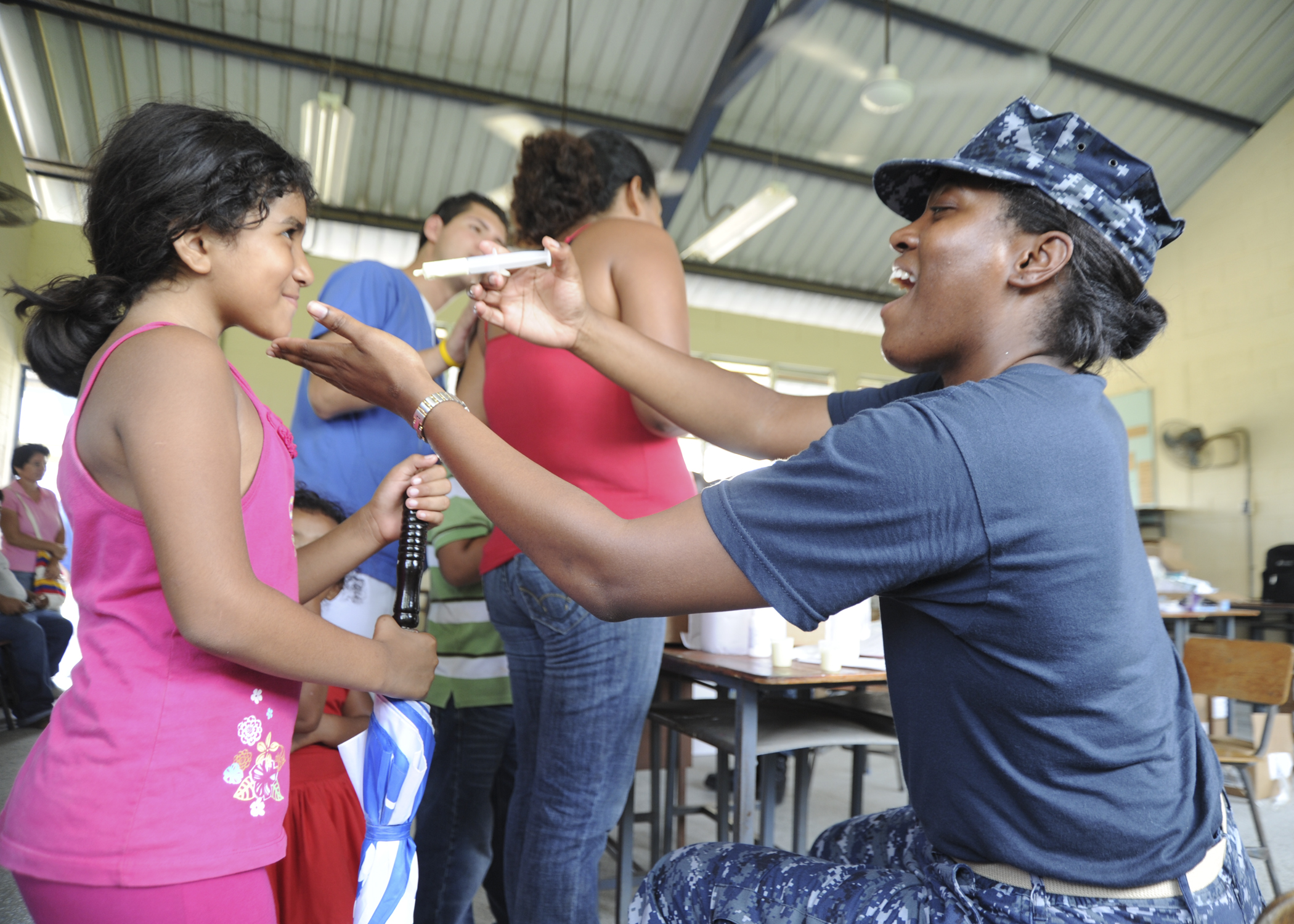
Oficial militar ayudando en un programa de desparasitantes en Guatemala.

Según la Organización Mundial de la Salud, cerca de 2 mil millones de personas en todo el mundo están infectados con helmintos transmitidos por contacto con el suelo o gusanos tremátodos (esquistosomas) transmitidos por el agua. Muchos de los afectados por estos gusanos viven en países de bajos ingresos y no tienen acceso al agua potable y sistemas funcionales de saneamiento. Las infecciones por gusanos, aunque no posan inmediato peligro para la vida del sujeto, puede tener un impacto negativo significativo en la capacidad cognitiva de un niño y en su salud general. Por ejemplo, los niños que tienen gusanos son más propensos a enfermarse gravemente y tienen menos probabilidades de asistir a la escuela en forma regular. Los gusanos también representan un obstáculo para el desarrollo económico ya que los niños que tienen gusanos tienen menos probabilidades de ser productivos cuando sean adultos. 
Un número de organizaciones de salud y expertos destacados han promovido la desparasitación en niños en países en desarrollo como estrategias potencialmente eficaces de salud pública y de desarrollo social. En los países de ingresos bajos y donde las políticas de eliminación de parásitos se han adoptado, por lo general ha demostrado ser una intervención de salud pública altamente eficaz y económicamente eficiente.
La helmintiasis y la esquistosomiasis transmitidas por el suelo, consideradas entre las enfermedades tropicales desatendidas de acuerdo con la Organización Mundial de la Salud, afectan a más de un tercio de la población mundial. Existe un debate sobre la efectividad y la rentabilidad de las desparasitaciones masivas de niños como estrategia para mejorar la salud infantil en áreas endémicas. Por ello, se han hecho estudios que evalúan los efectos producidos por estas intervenciones en el crecimiento, los logros educacionales, la cognición, la asistencia escolar y la calidad de vida, además de ciertos efectos adversos en niños que habitan en estas zonas.
Una revisión de 65 estudios realizados en 24 países, concluyó que la desparasitación masiva de helmintos transmitidos por el suelo genera pocos o ningún efecto en el peso, talla, asistencia escolar y cognición. Por su parte, la desparasitación para combatir solo la esquistosomiasis tal vez aumente levemente el peso, pero no genera ningún otro impacto. Asimismo, dos estudios a largo plazo mostraron un aumento de la productividad económica y de la matriculación escolar, aunque no existe certeza de que tales efectos se deban a la desparasitación. Es preciso explorar políticas adicionales que mejoren la salud y nutrición de los niños en zonas endémicas.
Para que el medicamento tenga un efecto positivo se debe de evitar la ingesta de alcohol mínimo por 48 horas, caso contrario los efectos se vuelven nulos.